# Бре (Ен)
Бре (фр. Braye) насеље је и општина у североисточној Француској у региону Пикардија, у департману Ен (Пикардија) која припада префектури Лаон.
По подацима из 2011. године у општини је живело 121 становника, а густина насељености је износила 90,3 становника/km². Општина се простире на површини од 1,34 km². Налази се на средњој надморској висини од 70 метара (максималној 148 m, а минималној 57 m).

## Демографија
| 1962. | 1968. | 1975. | 1982. | 1990. | 1999. | 2011. |
| ----- | ----- | ----- | ----- | ----- | ----- | ----- |
| 86    | 92    | 116   | 130   | 133   | 131   | 121   |

График промене броја становника у току последњих година